# 弗朗兹·施密特
弗朗兹·施密特（德語：Franz Schmidt，1874年12月22日—1939年2月11日），奥地利作曲家，钢琴家，大提琴家。

## 生平
1874年生于普雷斯堡（今斯洛伐克首都布拉迪斯拉发），早年入维也纳音乐学院学习，后在维也纳宫廷歌剧院乐团任大提琴手。1914年入维也纳音乐学院任教，1927-1931年任校长。晚年被迫与纳粹合作。其作品为后浪漫主义风格，善于运用对位法，音乐语言复杂难解。所作四部交响曲被认为是德奥交响曲传统的终结。

## 外部連結
- 弗朗兹·施密特的免费乐谱，由国际乐谱典藏计划提供